# Nemoraea bequaerti
Nemoraea bequaerti là một loài ruồi trong họ Tachinidae.